# Guipos
Guipos è una municipalità di quinta classe delle Filippine, situata nella Provincia di Zamboanga del Sur, nella regione della Penisola di Zamboanga.
Guipos è formata da 17 baranggay:
- Bagong Oroquieta
- Baguitan
- Balongating
- Canunan
- Dacsol
- Dagohoy
- Dalapang
- Datagan
- Guling
- Katipunan
- Lintum
- Litan
- Magting
- Poblacion (Guipos)
- Regla
- Sikatuna
- Singclot